# 高橋良平
高橋 良平（たかはし りょうへい、1923年8月10日－1997年6月15日）は、日本の地球科学者。専門は石炭地質学。福岡県太宰府市生まれ。

## 経歴
旧制福岡県立福岡中学校をへて、1946年に九州帝国大学理学部地質学科を卒業。同年、麻生鉱業株式会社に入社。1952年に九州大学理学部地質学教室石炭地質学講座の講師になり、翌年同助教授に昇任し、松下久道教授を補佐して石炭地質学の教育と研究の発展につくした。1960年九州大学より理学博士の学位を取得。論文の表題は「Die Beziehung zwischen der Inkohlung und der geologischen Struktur in Nord-Kyushu Kohlenbecken.」。1972年、同教室石炭地質学講座2代目担当教授となる。1980～82年には九州大学理学部長、1986年から91年には九州大学第18代学長を務めた。1991年には、学長として箱崎・六本松両キャンパスを福岡市西区元岡（伊都キャンパス）へ統合移転するとの大英断を下したことで知られる。燃料協会理事・九州フンボルト会会長・西日本日独協会副会長を務め、1992～96年には大学入試センター所長、1996年には福岡市総合図書館長および九州歴史資料館長になったが、在職中に死去。正三位に叙せられ、勲一等瑞宝章が授与された。

## 研究業績
初期には九州各地の炭田地質をはじめ、国内各地の夾炭古第三系の層序、地質構造の解明に精力を注ぎ、すぐれた学術貢献をした。1956年から1958年および1975年に，当時の西ドイツ・ボン大学および同州立地質調査所のスタッハ、マコウスキー両教授のもとで石炭組織の反射顕微鏡による基礎的研究手法を習得し、この分野の研究をわが国にはじめて導入した。後年は、炭田の堆積史、構造発達史、変成史を解明することを目的に石炭化度の研究に専念し、さらに蛍光顕微鏡学的手法を用いて、石炭および石油の熟成変化の研究方法の開発に努めた。

## 主な編著書
- 木下亀城（編）「日本地方鉱床誌」（執筆分担）、第9巻、『九州地方』、695頁、朝倉書店、1961年。
- 「石炭資源とその利用技術」（執筆分担）、科学技術庁資源調査所監修、44頁、資源協会、1977年。
- 森川清・本田英昌（監修）「石炭資源開発・液化技術総合資料集」（執筆分担）、804頁、サイエンス・フォーラム、1981年。
- 「石炭利用技術用語辞典」（執筆分担）、燃料協会編、357頁、コロナ社、1984年。